# 横須賀市立桜小学校
横須賀市立桜小学校（よこすかしりつ さくらしょうがっこう）とは、神奈川県横須賀市坂本町にある市立小学校。

## 沿革
- 1999年（平成11年）
  - 4月1日 - 横須賀市立青葉小学校と横須賀市立坂本小学校を統合し、開校[1]。開校時点の児童数は476人、学級編制16学級（普通15、特学1）。
  - 4月5日 - 最初の始業式と第1回入学式挙行。
  - 5月29日 - 開校式が行われる。この日を創立記念日とした。
  - 9月16日 - 第3学年児童増加により1学級増。17学級編制となる。
  - 10月22日 - 校章決定。
- 2000年（平成12年）
  - 3月4日 - 校舎竣工式（レリーフ、校歌披露）挙行。
  - 3月5日 - 校舎移転。
  - 3月21日 - 第1回卒業式挙行。最初の卒業生は83名。
- 2009年（平成21年）5月30日 -  	創立10周年記念式典挙行。
- 2019年（令和元年）5月29日 - 桜小学校20周年をお祝いする会開催。

## 通学区域
2020年度は以下の通りである。
- 汐入町3丁目の内30番～74番、4丁目の内10番～49番
- 不入斗町4丁目（22番～46番を除く）
- 坂本町
  - また、不入斗町3丁目21番地・3丁目22番地62から64は横須賀市立鶴久保小学校の通学区域であるが、通う事ができる一方で、本校の通学区域である坂本町3丁目のうち彩の丘住宅地は鶴久保小学校へ、坂本町5、6丁目は横須賀市立池上小学校へ、汐入町3丁目30から74番地・4丁目10から49番地は横須賀市立汐入小学校へ通う事もできる[3]。

## 進学先中学校
通学区域の全域が横須賀市立坂本中学校に進学する。
この地域は以下の中学校にも通うことができる。
- 坂本町3丁目のうち彩の丘住宅地 - 横須賀市立不入斗中学校
- 坂本町5、6丁目 - 横須賀市立池上中学校

また、公立学校選択制により、以下の学校を選択できる。
- 横須賀市立不入斗中学校
- 横須賀市立田浦中学校
- 横須賀市立池上中学校
- 横須賀市立衣笠中学校

## 交通
- 京浜急行バス「汐16」・「衣19」・「須20」・「須21」・「須（汐）10」の各系統で、坂本坂上バス停下車後、徒歩3分。